# Air Europa

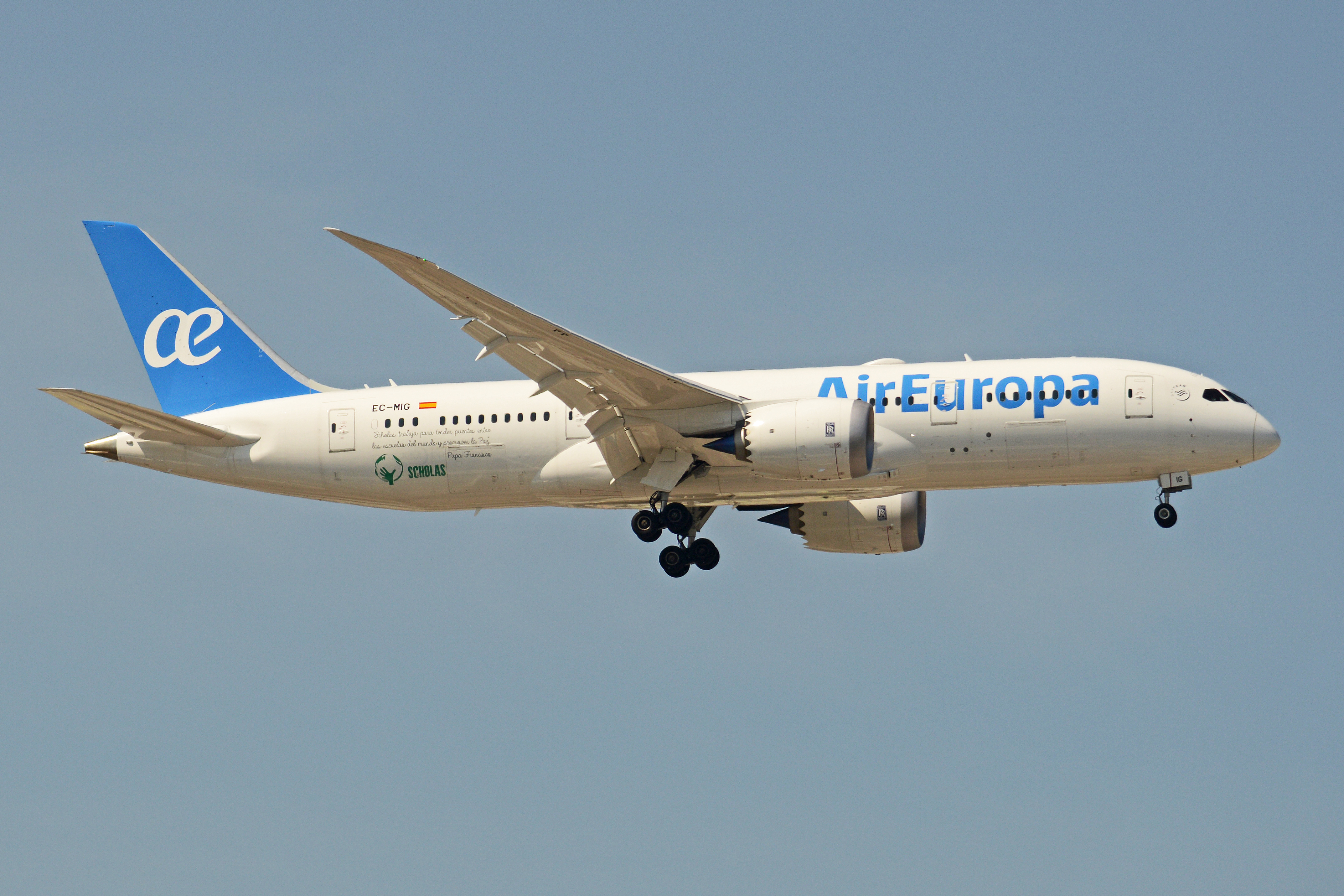
En Boeing 787-8 från Air Europa.

Air Europa är ett flygbolag i Europa det bedriver reguljär flygtrafik och charterflyg med flygplan som Boeing, Airbus och Embraer. Air Europa flyger charterflyg från Sverige på uppdrag av bland annat researrangören Ving och TUI. Bolaget bedriver även inrikesflyg i Spanien och inom Europa. Det har även långdistansflygningar från Spanien till USA, Sydamerika och Asien.

## Flotta
I maj 2018 bestod Air Europas flotta av följande flygplan:
| Flygplan         | Antal | Order | Passagerare | Passagerare | Passagerare | Noteringar                                          |
| Flygplan         | Antal | Order | C           | Y           | Totalt      | Noteringar                                          |
| ---------------- | ----- | ----- | ----------- | ----------- | ----------- | --------------------------------------------------- |
| Airbus A330-200  | 10    | —     | 24          | 275         | 299         | Två i SkyTeam-lackering Ersätts av Boeing 787       |
| Airbus A330-300  | 2     | —     | 34          | 265         | 299         | Ersätts av Boeing 787                               |
| Airbus A330-300  | 2     | —     | –           | 388         | 388         | Ersätts av Boeing 787                               |
| ATR 72-200       | 2     | —     | –           | 68          | 68          |                                                     |
| ATR 72-500       | 2     | —     | –           | 68          | 68          |                                                     |
| Boeing 737-800   | 19    | 1     | 12          | 168         | 180         | En i SkyTeam-lackering                              |
| Boeing 737 MAX 8 | —     | 22    | TBA         | TBA         | TBA         | Leveranser startar 2020 Ersätter äldre 737-800.     |
| Boeing 787-8     | 8     | —     | 22          | 274         | 296         | Ersätter Airbus A330                                |
| Boeing 787-9     | 2     | 16    | 30          | 303         | 333         | Ersätter Airbus A330 Levereras mellan 2018 och 2022 |
| Totalt           | 45    | 39    |             |             |             |                                                     |